# Damián Rodríguez Cantos
Oscar Damián Rodríguez Cantos (nacido en Porto Alegre el 27 de julio de 1974) es un exfutbolista brasileño-uruguayo, se desempeñaba como mediocampista y su último equipo fue el Central Español. Además fue internacional con la selección uruguaya. 

## Primeros años de vida
Rodríguez se mudó a Uruguay desde Brasil a la edad de dos años. 

## Estadísticas
- Actualizado hasta fin de carrera deportiva.

| Club                        | Temporada       | Liga | Liga | Copa Nacional | Copa Nacional | Copa Internacional | Copa Internacional | Total | Total | Promedio |
| Club                        | Temporada       | PJ   | G    | PJ            | G             | PJ                 | G                  | PJ    | G     | Promedio |
| Nacional · Uruguay          | 1994            | 19   | 1    | —             | —             | 2                  | 0                  | 21    | 1     | 0.05     |
| Nacional · Uruguay          | 1997            | 11   | 0    | —             | —             | 0                  | 0                  | 11    | 0     | 0        |
| Nacional · Uruguay          | 1998            | 18   | 2    | —             | —             | 9                  | 1                  | 27    | 3     | 0.11     |
| Nacional · Uruguay          | 1999            | 26   | 1    | —             | —             | 12                 | 1                  | 38    | 1     | 0.03     |
| Nacional · Uruguay          | 2000            | 7    | 1    | —             | —             | 3                  | 0                  | 10    | 1     | 0.1      |
| Nacional · Uruguay          | 2001            | 21   | 1    | —             | —             | 8                  | 0                  | 29    | 1     | 0.03     |
| Nacional · Uruguay          | 2002            | 10   | 1    | —             | —             | 8                  | 1                  | 18    | 2     | 0.11     |
| Nacional · Uruguay          | 2006/07         | 6    | 0    | 1             | 0             | 0                  | 0                  | 7     | 0     | 0        |
| Nacional · Uruguay          | Total           | 118  | 7    | 1             | 0             | 42                 | 3                  | 161   | 10    | 0.06     |
| Deportivo Español Argentina | 1995/96         | 10   | 0    | —             | —             | —                  | —                  | 10    | 0     | 0        |
| Deportivo Español Argentina | Total           | 10   | 0    | —             | —             | —                  | —                  | 10    | 0     | 0        |
| Godoy Cruz Argentina        | 1996/97         | 10   | 0    | —             | —             | —                  | —                  | 10    | 0     | 0        |
| Godoy Cruz Argentina        | Total           | 10   | 0    | —             | —             | —                  | —                  | 10    | 0     | 0        |
| Shakhtar Donetsk · Ucrania  | 2002/03         | 8    | 1    | 1             | 0             | 2                  | 0                  | 11    | 1     | 0.09     |
| Shakhtar Donetsk · Ucrania  | Total           | 8    | 1    | 1             | 0             | 2                  | 0                  | 11    | 1     | 0.09     |
| Dorados de Sinaloa · México | 2003/04         | 14   | 2    | —             | —             | —                  | —                  | 14    | 2     | 0        |
| Dorados de Sinaloa · México | Total           | 14   | 2    | —             | —             | —                  | —                  | 14    | 2     | 0        |
| Cienciano · Perú            | 2004            | 10   | 0    | —             | —             | —                  | —                  | 10    | 0     | 0        |
| Cienciano · Perú            | Total           | 10   | 0    | 0             | 0             | 0                  | 0                  | 10    | 0     | 0        |
| América de Cali · Colombia  | 2005            | 11   | 1    | —             | —             | —                  | —                  | 11    | 1     | 0.09     |
| América de Cali · Colombia  | Total           | 11   | 1    | 0             | 0             | 0                  | 0                  | 11    | 1     | 0.09     |
| Central Español · Uruguay   | 2007/08         | 12   | 1    | —             | —             | —                  | —                  | 12    | 1     | 0.08     |
| Central Español · Uruguay   | Total           | 12   | 1    | —             | —             | —                  | —                  | 12    | 1     | 0.08     |
| Total en clubes             | Total en clubes | 193  | 12   | 2             | 0             | 44                 | 3                  | 239   | 15    | 0.05     |
| --------------------------- | --------------- | ---- | ---- | ------------- | ------------- | ------------------ | ------------------ | ----- | ----- | -------- |